# Campeonato Europeu de Halterofilismo de 1965
O 45º Campeonato Europeu de Halterofilismo foi organizado pela Federação Internacional de Halterofilismo em Sófia, na Bulgária entre 7 a 13 de junho de 1965.

## Medalhistas
| Evento                     | Ouro                                | Ouro     | Prata                                  | Prata    | Bronze                               | Bronze   |
| -------------------------- | ----------------------------------- | -------- | -------------------------------------- | -------- | ------------------------------------ | -------- |
| Galo (56 kg)               | Alexei Vajonin · União Soviética    | 350,0 kg | Imre Földi · Hungria                   | 347,5 kg | Henryk Trębicki · Polónia            | 332,5 kg |
| Pena (60 kg)               | Mieczysław Nowak · Polónia          | 365,0 kg | Rudolf Kozłowski · Polónia             | 357,5 kg | Vasil Petkov · Bulgária              | 340,0 kg |
| Leve (67,5 kg)             | Waldemar Baszanowski · Polónia      | 425,0 kg | Vladimir Kaplunov · União Soviética    | 425,0 kg | Zdeněk Otáhal · Tchecoslováquia      | 387,5 kg |
| Médio (75 kg)              | Viktor Kurentsov · União Soviética  | 432,5 kg | Werner Dittrich · Alemanha Oriental    | 432,5 kg | Rolf Maier · França                  | 422,5 kg |
| Meio-pesado-leve (82,5 kg) | Alexandr Kidiayev · União Soviética | 467,5 kg | Hans Zdražila · Tchecoslováquia        | 460,0 kg | Norbert Ozimek · Polónia             | 445,0 kg |
| Meio-pesado (90 kg)        | Louis Martin · Reino Unido          | 485,0 kg | Anatoli Kalinichenko · União Soviética | 465,0 kg | Petar Tachev · Bulgária              | 452,5 kg |
| Pesado (+ 90 kg)           | Károly Ecser · Hungria              | 505,0 kg | Ivan Veselinov · Bulgária              | 490,0 kg | Kurt Stemplinger · Alemanha Oriental | 475,0 kg |

## Quadro de medalhas
| Ordem | País              | Medalha de ouro | Medalha de prata | Medalha de bronze | Total |
| ----- | ----------------- | --------------- | ---------------- | ----------------- | ----- |
| 1     | União Soviética   | 3               | 2                | 0                 | 5     |
| 2     | Polónia           | 2               | 1                | 2                 | 5     |
| 3     | Hungria           | 1               | 1                | 0                 | 2     |
| 4     | Reino Unido       | 1               | 0                | 0                 | 1     |
| 5     | Bulgária          | 0               | 1                | 2                 | 3     |
| 6     | Tchecoslováquia   | 0               | 1                | 1                 | 2     |
| 6     | Alemanha Oriental | 0               | 1                | 1                 | 2     |
| 8     | França            | 0               | 0                | 1                 | 1     |
| Total | Total             | 7               | 7                | 7                 | 21    |